# マルク・カルドナ
マルク・カルドナ・ロビーラ（Marc Cardona Rovira, 1995年7月8日 - ）は、スペイン・カタルーニャ州リェイダ出身のサッカー選手。UDラス・パルマス所属。ポジションはFW。

## 来歴
2014年にテルセーラ・ディビシオンのアトレティコ・サンルケーニョCFに入団。8月24日のCDアルカラ戦でプロデビュー。以降エースFWとして活躍した。
2016年7月29日、FCバルセロナへの移籍が決まり、傘下のFCバルセロナBに配置されることが発表された。加入1年目の2016-17シーズンにセグンダ・ディビシオンBで優勝を経験。しかし、トップチームの壁は厚く、昇格までには至らなかった。
2018年7月19日、SDエイバルへのローン移籍が決定。8月31日のレアル・ソシエダ戦で、ラ・リーガ初ゴールを記録。2019年3月9日の乾貴士の古巣対決となったデポルティーボ・アラベス戦でも、同点ゴールを決めた。
2019年6月25日、CAオサスナと2023年までの契約を締結したことが発表された。
2020年10月5日、RCDマヨルカへレンタル移籍。
2021年7月29日、2021-22シーズンはエールディヴィジのゴー・アヘッド・イーグルスにレンタル移籍することが発表された。
2022年7月7日、UDラス・パルマスに1シーズンの契約でレンタル移籍することが決定した。

## 代表経歴
2019年4月に、カタルーニャ州選抜との一員として、ベネズエラ戦に出場した。